# Pediobius atamiensis
Pediobius atamiensis  (лат.) — вид паразитических наездников рода Pediobius из семейства Eulophidae (Chalcidoidea) отряда перепончатокрылые насекомые. Восточная Азия, Корея и Япония. Переднеспинка с шейкой, отграниченной килем (поперечным гребнем). Щит среднеспинки с развитыми изогнутыми парапсидальными бороздками. Ассоциированы с бабочками-совками Mamestra brassicae, Naranga aenescens (Noctuidae) и перепончатокрылыми рода Euplectrus (Eulophidae).